# Zuzana Marková
Zuzana Marková (* 1988 Praha) je česká sopranistka, sólistka Národního divadla v Praze, divadla Antonína Dvořáka v Ostravě a dalších operních domů v Česku i zahraničí.

## Vzdělání
Studovala na Pražské konzervatoři obor klasický zpěv u své matky, prof. Jiřiny Markové, klavír u prof. Miroslava Langera a dirigování u prof. Miriam Němcové a prof. Hynka Farkače. Účastnila se mistrovských kurzů Mietty Sigheleho a Veriana Lucchettiho v italském Riva del Garda. V letech 2010–2011 dále pokračovala ve studiu zpěvu u Paoly Pittalugaové v Operním studiu v Boloni.
V roce 2003 zvítězila v pěvecké soutěži „Pražský pěvec“ a získala druhé místo v „Duškově pěvecké soutěži“ v Praze.

## Umělecká činnost

### Zpěv a herectví
V pražském Národním divadle vystupovala již jako dítě v dětských rolích (Jakobín, Sedlák kavalír (Cavalleria rusticana), Komedianti (Pagliacci), Příhody lišky Bystroušky, Rigoletto, Braniboři v Čechách) a také v činoherních představeních (Mistr a Markétka, Richard III.) a jako šestnáctiletá se objevila v hlavní roli Františky v Burianově Opeře z pouti v ostravském Divadle Antonína Dvořáka.
V roce 2012 získala Zuzana Marková druhou cenu v Mezinárodní soutěži Ernsta Häfligera ve Švýcarsku.
Zpívala také na koncertech „Omaggio a Verdi“ (Pocta Verdimu) se Sicilským symfonickým orchestrem v Palermu (árie a výběr scén z „Traviaty“ a „Rigoletta“), zahajovací koncert Avignonského festivalu a Musiques en fête v Chorégie d'Orange, Classic in the City v Antverpách pro De Vlaamse Opera a další koncerty v Itálii a Číně s Orchestra Filarmonica Toscanini.

### Sbormistrovská činnost
Marková byla sólistkou souboru Dětská opera Praha a po smrti sbormistra Milana Malého v roce 2004 se sama stala sbormistryní souboru. Jako sbormistryně vystupovala s Dětskou operou v Bayreuthu a v roce 2005 také reprezentovala Česko na světové výstavě Expo 2005 v japonské Nagoji.